# Reza Khaleghifar
Reza Khaleghifar (tiếng Ba Tư: رضا خالقیفر) là một cầu thủ bóng đá người Iran hiện đang thi đấu cho Gostaresh Foolad ở Persian Gulf Pro League.

## Thống kê sự nghiệp câu lạc bộ
| Thành tích câu lạc bộ | Thành tích câu lạc bộ | Thành tích câu lạc bộ | Giải vô địch | Giải vô địch | Cúp       | Cúp       | Châu lục | Châu lục  | Tổng cộng | Tổng cộng |
| Mùa giải              | Câu lạc bộ            | Giải vô địch          | Số trận      | Bàn thắng    | Số trận   | Bàn thắng | Số trận  | Bàn thắng | Số trận   | Bàn thắng |
| Iran                  | Iran                  | Iran                  | Giải vô địch | Giải vô địch | Cúp Hazfi | Cúp Hazfi | Châu Á   | Châu Á    | Tổng cộng | Tổng cộng |
| --------------------- | --------------------- | --------------------- | ------------ | ------------ | --------- | --------- | -------- | --------- | --------- | --------- |
| 2006–07               | Fajr                  | Pro League            | 19           | 2            | 0         | 0         | -        | -         | 19        | 2         |
| 2007–08               | Fajr                  | Pro League            | 32           | 5            | 2         | 0         | -        | -         | 34        | 5         |
| 2008–09               | Fajr                  | Pro League            | 32           | 5            | 1         | 0         | -        | -         | 33        | 5         |
| 2009–10               | Saipa                 | Pro League            | 29           | 4            | 1         | 0         | -        | -         | 30        | 4         |
| 2010–11               | Saipa                 | Pro League            | 10           | 1            | 0         | 0         | -        | -         | 10        | 1         |
| 2011–12               | Saipa                 | Pro League            | 4            | 0            | 1         | 0         | -        | -         | 5         | 0         |
| 2011–12               | Sanat Naft            | Pro League            | 9            | 2            | 0         | 0         | -        | -         | 9         | 2         |
| 2012–13               | Sanat Naft            | Pro League            | 17           | 2            | 0         | 0         | -        | -         | 17        | 2         |
| 2013–14               | Rah Ahan              | Pro League            | 28           | 2            | 2         | 2         | -        | -         | 30        | 4         |
| 2014–15               | Rah Ahan              | Pro League            | 11           | 1            | 2         | 0         | -        | -         | 13        | 1         |
| 2014–15               | Persepolis            | Pro League            | 10           | 0            | 1         | 0         | 3        | 0         | 14        | 0         |
| 2015–16               | Persepolis            | Pro League            | 8            | 0            | 0         | 0         | –        | –         | 8         | 0         |
| Tổng cộng sự nghiệp   | Tổng cộng sự nghiệp   | Tổng cộng sự nghiệp   | 209          | 24           | 10        | 2         | 3        | 0         | 222       | 26        |

- Kiến tạo

| Mùa giải | Đội bóng   | Kiến tạo |
| -------- | ---------- | -------- |
| 06–07    | Fajr       | 2        |
| 07–08    | Fajr       | 3        |
| 08–09    | Fajr       | 4        |
| 09–10    | Saipa      | 6        |
| 10–11    | Saipa      | 0        |
| 11–12    | Saipa      | 0        |
| 11–12    | Sanat Naft | 1        |
| 12–13    | Sanat Naft | 0        |
| 13–14    | Rah Ahan   | 4        |
| 14–15    | Rah Ahan   | 1        |

Thống kê chính xác đến trận đấu diễn ra ngày 31 tháng 7 năm 2014 